# Салзманн, Зденек
Зденек Салзманн (чеш. Zdeněk Salzmann; * 18 октября 1925, Прага — 10 мая 2021) — чешский социолингвист, антрополог, фольклорист, специалист в области литературы, заслуженный профессор Массачусетского университета.
Изучал языкознание в Indiana University в Блумингтоне (США), с 1968 года преподавал культурную и социальную антропологию Массачусетском университете. Провел ряд полевых исследований, в частности, среди индейцев племени арапахо. Изучал вымирающий язык племени. В результате научной работы составил англо-арапахский словарь. Осуществил ряд мер по поддержанию культуры и образовательному развитию индейцев арапахо.
Автор многочисленных работ в области антропологической лингвистики, этнографии и чешского языкознания.
С 1947 года постоянно проживает в США. Основной деятельностью Салзманна является антропологическая лингвистика. С 1989 года  Зденек Салзманн осуществлял регулярные поездки на родину в Чехию, во время которых давал лекции и проводил занятия в Карловом университете в Праге, а также в Западночешском университете в Плзень и университете в Пардубице.

## Отдельные труды
- 1961 — Czech literature before Hus Sedona.
- 1969 — Anthropology  New York.
- 1974 — Komárov: A Czech farming village  New York: Rinehart and Winston).
- 1988 — The Arapaho Indians: A Research Guide and Bibliography  New York: Westport; Londyn: Greenwood.
- 1993 — The Arapaho Language alphabet: Utilizing the Zdenek Salzmann System Ethete, WY: Wind River Reservation.
- 1993 — Language, Culture and Society: An Introduction to Linguistic Anthropology Boulder: Westview Pr.
- 1997 — Jazyk, kultura a společnost: Úvod do lingvistické antropologie Praga: Ústav pro etnografii a folkloristiku Akademie věd České republiky.
- 1997 —  Native Americans of the Southwest: The Serious Traveler’s Introduction to Peoples and Places. Boulder, Colorado: Westview Press. ISBN 0-8133-2279-0